# Гояче
Гояче (на словенски: Gojače) е село в Словения, регион Горишка, община Айдовшчина. Според Националната статистическа служба на Република Словения през 2015 г. селото има 189 жители.